# Bathycuma magnum
Bathycuma magnum is een zeekommasoort uit de familie van de Bodotriidae. De wetenschappelijke naam van de soort is voor het eerst geldig gepubliceerd in 1969 door Jones.